# Nemce
Nemce (in tedesco Deutschendorf, in ungherese Zólyomnémeti) è un comune della Slovacchia facente parte del distretto di Banská Bystrica, nella regione omonima.

## Storia
Il villaggio è citato per la prima volta nel 1473 quando re Mattia Corvino lo donò a sua moglie Barbara, figlia di Hans Edelpegk, e madre del re Giovanni Corvino. Fu un insediamento di origine tedesca (Dewtzendorf), come indica il nome stesso, sempre legato alla città di Banská Bystrica.